# Sociologie românească
Sociologia românească este un termen ce se referă la ideologiile și implicațiile sociologice ce le-au avut anumiți autori români în legătură cu sociologia. Deși au existat anumite personalități de seamă precum Dimitrie Gusti și Spiru Haret,dar nu numai, ce s-au implicat în mod fie direct sau indirect, au existat și alții care au activat în acest domeniu al sociologiei și după numirea sa oficială astfel de către așa numitul tată al acestei științe la nivel internațional Auguste Comte. În România, la fel ca și în alte state în care sociologia a activat, putând numi aici în general state vestice precum Franța, Germania ce au adus contribuții majore sociologiei datorită unor autori ce s-au implicat în cercetarea științelor umaniste, fapt ce a adus în mod inevitabil la crearea unei științe noi și anume sociologia, au apărut două mari etape în care putem clasa și sociologia românească dar nu numai. Aceste două mari etape istorice ale sociologiei sunt sociologia pre-comteiană adică descrierea activității din domeniul sociologic al diverșilor autori înnainte de numirea sa oficial astfel de către Auguste Comte în lucrarea sa „Curs de filozofie pozitivă” și după numirea sa oficială numită etapa post-comteiană. În etapa pre-comteiană putem distinge în sociologia românească autori precum Dimitrie Cantemir, Nicolae Milescu sau frații Golescu, pe partea cealaltă a baricadei, deci în etapa post-comteiană avem diverși autori precum Spiru Haret, Dimitrie Gusti, Nicolae Bălcescu. Unii dintre cei menționați au creat și diverse reforme ale statului român ce au adus în mod inevitabil la modernizarea și industrializarea româniei ca stat, alții au fost neimplicați politic însă au creat teorii ce au reușit să facă din sociologia românească o sociologie independentă de cea imaginată de către alte popoare susținând ideologia cum că România trebuie să aibă o gândire sociologică independentă față de cea a altor popoare din punct de vedere întru-cât ceea ce este posibil adaptabil într-o anumită societate ca ideologie, nu este neapărat nevoie și eficient ca aceste ideologii sociologice să fie implicate și în România.

## Etimologia cuvântului
Pentru a înțelege ce este sociologia românească și cum a avut ea implicații asupra statului român și a sociologiei în România dar nu numai, trebuie să înțelegem din punct de vedere etimologic ce înseamnă sociologie. Cuvântul sociologie este o îmbinare de fapt a două cuvinte din limba greacă „socius” care înseamnă grup, mulțime de oameni și „logos” care înseamnă cuvânt, știință. Deci ca urmare a acestei îmbinări de cuvinte s-a format cuvântul sociologie, deci știința ce studiază grupurile. Adăugând acestui cuvânt, cuvântul „românesc” creăm o particularizare naționalizată a acestui domeniu adică limităm cercetările științifice ideologiile și principiile ce au apărut la nivelul acestei științei doar la partea românească a acesteia.

## Sociologia pre-comteiană în România
Sociologia pre-comteiană sau activitatea sociologică în cadru României înainte de denumirea acestei științe sub numele de sociologie de către Comte, a avut câțiva autori notabili precum Dimitrie Cantemir și Nicolae Milescu, ambii aducând vaste contribuții în acest domeniu.  Ținând cont de faptul că acesta trăia în perioada otomană, activitatea sociologică a lui Cantemir constă în aducerea de noi teorii legate de civilizație în general, precum cea în care precizează că o dată cu declinul Imperiului Otoman, Rusia și alte state nord europene sunt în deplină ascendență.